# Арамбургиана
Арамбургиана (лат. Arambourgiania) — род птерозавров из верхнемеловой эпохи (маастрихтский век) Иордании. Был самым крупным представителем своего семейства.

## История открытия
В начале сороковых годов XX века железнодорожный работник во время проведения ремонтных работ на железной дороге Амман — Дамаск вблизи Ар-Русайфа нашёл полуметровую ископаемую кость. В 1943 году кость приобрёл директор соседнего фосфатного рудника, Амин Кавар, который после войны показал её британскому археологу Филдингу. Кость стали демонстрировать публике, в числе прочих её увидел иорданский король Абдалла I, но, что более важно — к находке было привлечено внимание научного сообщества.
В 1953 году окаменелость отправили в Париж, где её осмотрел Камиль Арамбур из Национального музея естественной истории. В 1954 году он сделал вывод, что найденная окаменелость была пястной костью крыла гигантского птерозавра. В 1959 году он дал название новому виду Titanopteryx philadelphiae. Родовое наименование означает «титаническое крыло» на древнегреческом. Видовое название имеет отсылку к названию Аммана в Античности — Филадельфия. Арамбург велел изготовить гипсовый слепок кости, после чего отправил окаменелость обратно. Последнее событие впоследствии было забыто, и кость считалась утерянной.
В 1975 году Дуглас А. Лоусон, изучая остатки кетцалькоатля, пришёл к выводу, что кость была не пястной, а шейным позвонком.
В 1980-х годах русский палеонтолог Лев Несов в беседе с энтомологом узнал, что имя Titanopteryx уже дано в 1934 году мухе из семейства Simuliidae. Поэтому он переименовал найденного птерозавра в Arambourgiania в честь Арамбурга. Тем не менее, название Titanopteryx неофициально использовалось на Западе, частично потому, что новое имя принималось многими как nomen dubium.
В начале 1995 года палеонтологи Дэвид Мартилл и Эберхард Фрей отправились в Иорданию, в попытке прояснить ситуацию. В шкафу офиса Jordan Phosphate Mines они обнаружили некоторые другие кости птерозавра: меньший позвонок, а также ближний и дальний концы фаланги крыла — но оригинальную окаменелость обнаружить не удалось. Однако после их отбытия в Европу выяснилось, что в 1969 году геолог Hani N. Khoury купил окаменелость у компании и в 1973 году подарил её Университету Иордании; она по-прежнему присутствует в коллекции этого института и теперь могла быть повторно исследована Мартиллом и Фреем.

## Описание
Голотип VF 1 представляет собой сильно удлинённый шейный позвонок, вероятно, пятый. Сегодня средняя секция отсутствует; оригинальная находка первоначально была длиной около 62 сантиметров, но затем была распилена на три части. Бо́льшая часть окаменелости представляет собой губчатую ткань, надкостница отсутствует на большей части поверхности. Находка не представляет позвонок целиком, отсутствует большой фрагмент задней части. Фрей и Мартилл оценили общую длину кости в 78 сантиметров, использовав для сравнения минимальный диаметр пятого шейного позвонка кетцалькоатля. Из этого они вывели общую длину шеи в три метра. Шейный позвонок затем был использован в качестве эталона длины применительно к кетцалькоатлю, у которого он составлял 66 сантиметров в длину; таким образом, соотношение было равно 1:1,18. Применив это отношение к общему размеру, Фрей и Мартилл в 1998 году пришли к выводу, что размах крыльев арамбургианы был от 12 до 13 метров, по сравнению с 10—11 метрами у кетцалькоатля, и что, таким образом, арамбургиана была самым крупным птерозавром из всех известных. Поздние оценки были более умеренными, назывался размах крыльев в 7 метров.
Фрей и Мартелл отвергли предположение о том, что название Arambourgiania было nomen dubium, или что её остатки аналогичны кетцалькоатлю, а также подтвердили валидность рода по отношению к Titanopteryx.
Несов в 1984 году отнёс вид к группе Azhdarchinae, части Pteranodontidae; в том же году Кевин Падиан причислил род к Titanopterygidae. Обе концепции ныне считаются недействительными, оба рода на май 2016 года относят к семейству аждархид.